# Siljansnäs landskommun
Siljansnäs landskommun var en kommun i dåvarande Kopparbergs län (nu Dalarnas län).

## Administrativ historik
Kommunen bildades den 1 maj 1875 (enligt beslut den 18 maj 1866) genom att området kallat Näsbygge fjärding bröts ut ur Leksands landskommun.
Siljansnäs församling bildades samtidigt. Siljansnäs utbröts till egen jordebokssocken enligt beslut den 26 oktober 1888.
Den 1 januari 1958 överfördes till Siljansnäs från Leksands landskommun ett obebott område omfattande en areal av 11,60 kvadratkilometer, varav 11,04 land. Samtidigt överfördes i motsatt riktning ett obebott område omfattande en areal av 6,10 kvadratkilometer, varav 6,03 land.
År 1971 infördes enhetlig kommuntyp och Siljansnäs landskommun ombildades därmed, utan någon territoriell förändring, till Siljansnäs kommun som dock tre år senare återförenades kommunalt med Leksands kommun, medan församlingen fortlevde.

### Kyrklig tillhörighet
I kyrkligt hänseende tillhörde kommunen Siljansnäs församling.

## Kommunvapen
Blasonering: I blått fält en spets av guld; däröver en genom vågskura bildad ginstam av guld.
Detta vapen fastställdes av Kungl Maj:t år 1948.

## Geografi
Siljansnäs landskommun omfattade den 1 januari 1952 en areal av 331,80 km², varav 263,70 km² land.

### Tätorter i kommunen 1960
| Tätort     | Folkmängd |
| ---------- | --------- |
| Siljansnäs | 940       |
| Fornby     | 254       |

Tätortsgraden i kommunen var den 1 november 1960 64,0 procent.

## Politik

### Mandatfördelning i valen 1946-1970
| 5 | 20 |

| 25 |

| 13 | 9 | 6 | 2 |

| 30 |

| 9 | 16 | 5 |

| 28 |

| 9 | 16 | 5 |

| 28 |

| 9 | 15 | 6 |

| 30 |

| 10 | 9 |  | 5 | 5 |

| 30 |

| 11 | 3 | 13 | 4 |

| 30 |